# Helen Watson Phelps
Pour les articles homonymes, voir Phelps.
Helen Watson Phelps (1864-1944) est une peintre américaine. 

## Biographie
Originaire d'Attleboro, dans le Massachusetts, Phelps est connue pour avoir reçu une formation à l'Académie Julian et avec Raphaël Collin à Paris. Pendant son séjour, elle a exposé son travail au Salon de Paris ; elle a également exposé à l'Académie américaine des beaux-arts, à la Pennsylvania Academy of the Fine Arts et à la Society of American Artists (en) au cours de sa carrière. Elle a reçu des prix pour ses peintures à l'Exposition pan-américaine de Buffalo, à New York en 1901 et de la National Association of Women Artists en 1914. Elle a également participé à l'Exposition universelle de 1893 à Chicago . En 1915, elle expose un ensemble de peintures aux côtés de toiles d'Alice Schille, Adelaide Deming (en) et Emma Lampert Cooper. Le travail de Phelps a été décrit comme ayant des tendances européennes et a été bien considéré par les critiques. 
Phelps est morte à New York en 1944. 
Deux portraits réalisés par Phelps sont détenus par l'École de design de Rhode Island. Son portrait de Charlotte Buell Coman fait partie de la collection de l'Académie américaine des beaux-arts.

## Galerie

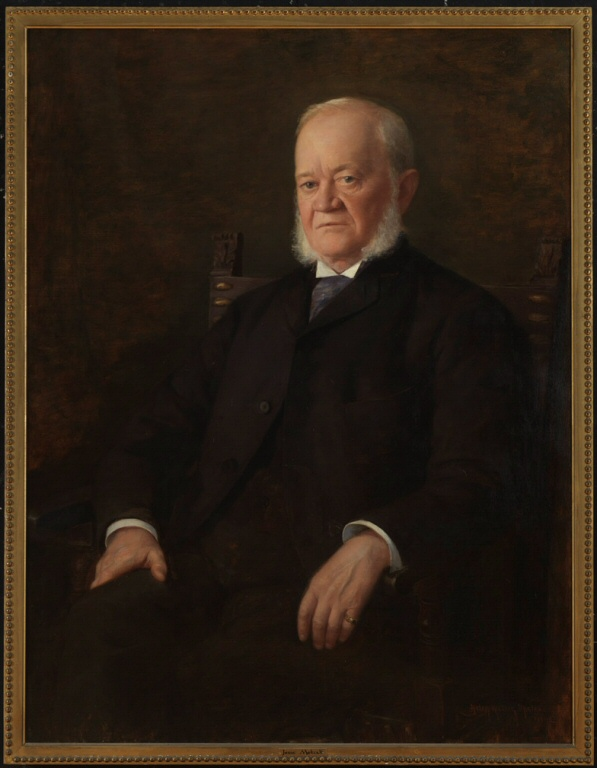
Portrait de Jesse Metcalf, Esq. (1893)
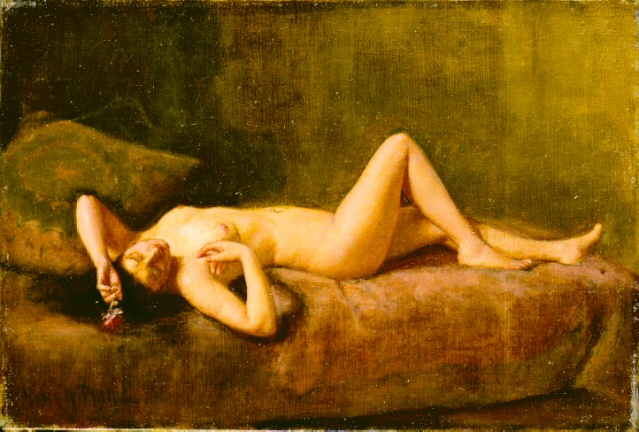
L'Abandon (vers 1893)
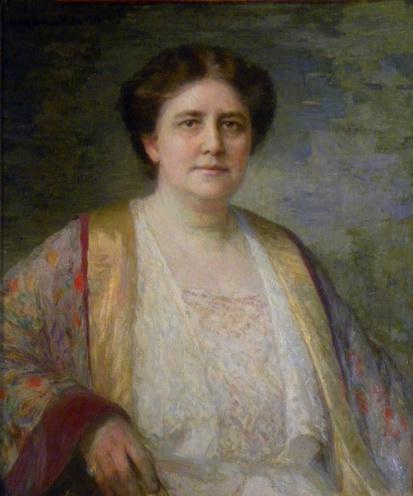
Portrait de Georgia Timken Fry.